# Garrick Ohlsson

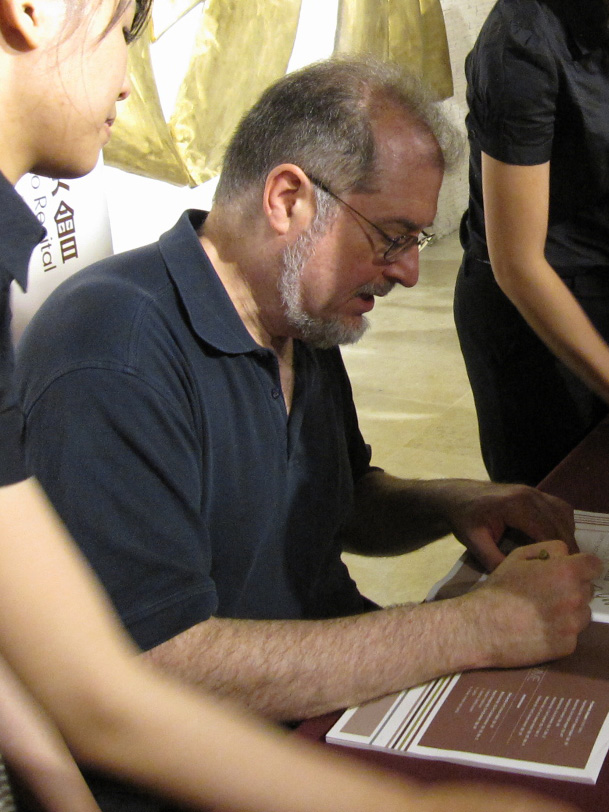
Garrick Ohlsson (2010)

Garrick Ohlsson (* 3. April 1948 in Bronxville (New York)) ist ein US-amerikanischer Pianist. Ohlsson ist der bisher einzige US-Amerikaner, der den Internationalen Chopin-Wettbewerb in Warschau gewonnen hat.

## Leben und Werk
Garrick Ohlsson begann sein Klavierstudium im Alter von acht Jahren bei Thomas Tom Lisman am Westchester Conservatory of Music in New York. Im Alter von dreizehn Jahren (1961) trat er als Student zunächst von Sascha Gorodnitzki und später von Rosina Lhévinne in die Vorbereitungsklasse der Juilliard School in New York City ein. Privat studierte er noch bei Olga Barabini und Irma Wolpe. Eine Reihe von außerordentlichen Klavierlehrern, unter anderem auch Claudio Arrau, beeinflussten Ohlssons Ausbildung sehr positiv auf unterschiedlichste Weisen. 1966 gewann er den Internationalen Busoni-Klavierwettbewerb in Bozen und 1968 den Klavierwettbewerb in Montreal. Am 5. Januar 1970 debütierte er in New York. Im selben Jahr gewann er den Internationalen Chopin-Wettbewerb in Warschau. Er erlangte internationale Anerkennung und baute eine globale Karriere auf.

### Musikalisches Wirken
Garrick Ohlsson hat fast ein Dutzend Tourneen durch Polen gemacht. In diesem Land genießt er seit dem Gewinn des Chopin-Wettbewerbes eine beträchtliche Popularität. Er trat mit bedeutenden Symphonieorchestern in Europa, den USA, Japan und auch dem New Zealand Symphony Orchestra auf. In den USA trat er mit dem Cleveland Orchestra, dem Chicago Symphony Orchestra, dem Philadelphia Orchestra, dem Pittsburgh Symphony Orchestra und dem San Francisco Symphony Orchestra auf. In Europa hatte er Engagements bei den Münchner Philharmonikern, dem Norddeutschen Rundfunkorchester, dem Rotterdam Philharmonic Orchestra und bei allen bedeutenden Londoner Orchestern. Er spielte auf Festivals in Bergen, Prag, Sofia, Dubrovnik und beim Tivoli Festival Kopenhagen.

### Kammermusik
Garrick Ohlsson ist auch ein begeisterter Kammermusiker, der unter anderem mit dem Cleveland Quartet, dem Emerson String Quartet, dem Takács Quartet und dem Tokyo String Quartet zusammengearbeitet hat. Er ist zusammen mit der Geigerin Jorja Fleezanis und dem Cellisten Michael Grebanier Gründungsmitglied des in San Francisco ansässigen FOG Trios. 2005 bis 2006 war er mit dem Takács Quartett auf Tournee.

### Tonträgeraufnahmen
Garrick Ohlsson ist in Hinsicht auf Tonträgeraufnahmen ein produktiver Künstler. Er hat auf Arabesque Recordings, RCA Victor Red Seal, Angel Records, Bridge Records, BMG, Delos International, Hänssler Classic, Nonesuch Records, Telarc, EMI Classics und Virgin Classics Musikwerke veröffentlicht. Zu seinen Aufnahmen zählen: Johannes Brahms – Concerto No. 1 (Klaus Tennstedt / London Philharmonic Orchestra); Franz Liszt – Concerti und Frédéric Chopin –Solowerke (EMI); Alexander Skrjabin – Klavierkonzert (Tschechisches Philharmonisches Orchester / Supraphon). Die Aufnahme der kompletten Beethoven-Sonaten für Bridge Records umfasst 8 Tonträger, von denen der dritte einen Grammy Award für die beste Instrumental-Solisten-Performance gewann. Im Herbst 2008 veröffentlichte das englische Label Hyperion Records sein 16-CD-Set des kompletten Frédéric-Chopin-Werkes neu.

### Wertung
Garrick Ohlsson gilt interpretatorisch wie technisch als einer der besten Pianisten seiner Generation. Seine Interpretationen werden als durch und durch amerikanisch charakterisiert. Sie stehen technisch auf höchstem Niveau und sind frei von allen romantischen Manieren. Ohlsson galt lange Zeit als der weltweit führende Chopin-Interpret und ist heute weltweit bekannt für seine Aufnahmen der Werke von Skrjabin. Er hat ein vielseitiges Konzertrepertoire, das über 80 Konzerte enthält und von Haydn, Mozart, Beethoven und Franz Schubert über die Romantiker bis zu Komponisten des 21. Jahrhunderts reicht.

### Privates
Garrick Ohlsson lebt mit seinem Partner Robert Guter, einem Denkmalpfleger, in San Francisco.

## Trivia
Nachdem Ohlsson, der üblicherweise immer Steinway-Flügel spielt, sich 1972 in einem Interview der New York Times positiv über Flügel der Marke Bösendorfer geäußert hatte, transportierte die Firma Steinway ihren Flügel wenige Stunden vor dem am Abend in der Alice Tully Hall geplanten Konzert ab, so dass Ohlsson auf einem kurzfristig aufgetriebenen Ersatzinstrument spielen musste.

## Preise
- 1966: Erster Preis, Internationaler Klavierwettbewerb Ferruccio Busoni, Bozen
- 1968: Erster Preis, Montreal Klavierwettbewerb, Montreal
- 1970: Erster Preis, Internationaler Chopin-Wettbewerb, Warschau
- 1994: Avery Fisher Prize
- 1998: Distinguished Artist Award, University Musical Society, Ann Arbor (Michigan)
- 2008: Grammy Award
- 2014: Jean Gimbel Lane Preis für Klavier, Northwestern University (Illinois)